# Svjetsko prvenstvo u košarci – Argentina 1990.
Svjetsko prvenstvo u košarci 1990. godine održano je u Buenos Airesu u Argentini, od 8. – 19. kolovoza.

## Konačni poredak
1.  Jugoslavija

2.  SSSR

3.  SAD

4.  Portoriko

5.  Brazil

6.  Grčka

7.  Australija

8.  Argentina

9.  Italija 

10.  Španjolska 

11.  Venezuela 

12.  Kanada 

13.  Angola 

14.  Kina 

15.  J.Koreja 

16.  Egipat 

SSSR je nastupio bez igrača i trenera iz baltičkih republika:
- Arvidasa Sabonisa,
- Šarunasa Marčulionisa,
- Rimasa Kurtinaitisa,
- Valdemarasa Homičusa,
- Sergejusa Jovajše,
- Raimondsa Miglieneksa,

niti su imali suradnju s trenerom Vladasom Garastasom.
Hrvatska je dala 5 reprezentativaca u reprezentaciji Jugoslavije:
- Dražen Petrović
- Toni Kukoč
- Arijan Komazec
- Velimir Perasović
- Zoran Čutura

Zbog ozljede je u zadnji trenutak prije prvenstva otpao Dino Rađa.
MVP prvenstva:
- Toni Kukoč

Najbolja prva petorica prvenstva: